# میان‌پرده
میان‌پرده یا آنتراکت (فرانسوی: entracte‎) می‌تواند به معنای «بین پرده‌ها» یا وقفه و مکث، بین دو بخش از یک نمایش صحنه‌ای باشد. اما بیشتر به قطعه‌ای از موسیقی اشاره دارد که بین پرده‌های یک نمایش تئاتری اجرا می‌شود. با این وجود، یک آنتراکت اغلب با یک وقفه طولانی‌تر همراه می‌شود، زیرا وقفه، معمولاً «بین پرده‌ها» است. با این حال، آنتراکت می‌تواند به تنهایی (معمولاً بین دو پرده و بدون وقفه) نیز وجود داشته باشد،
گاهی در نمایش‌های موزیکال، آنتراکت به‌عنوان یک پیش‌درآمدِ پردۀ ۲ (و گاهی اوقات پرده‌های ۳ و ۴، مانند کارمن) عمل می‌کند. همچنین در فیلم‌هایی که قرار بود با یک وقفه نمایش داده شوند، اغلب یک آنتراکت ویژه از موسیقی متن ضبط‌شده بین نیمۀ اول و دوم فیلم وجود داشت، اگرچه این رسم سرانجام از بین رفت.